# Buddy Emmons
Buddy Emmons (27. ledna 1937, Mishawaka – 29. července 2015) byl americký kytarista. Ve svých jedenácti letech začal hrát na lap steel kytaru a později začal hrát s různými lokálními skupinami. V roce 1955 začal vystupovat se zpěvákem Little Jimmy Dickensem a v pozdějších letech spolupracoval s mnoha dalšími hudebníky, mezi které patří například Ray Price, Willie Nelson, Roger Miller, Merle Haggarda v letech 1991 až 2001 vystupoval s duem The Everly Brothers. Během své kariéry rovněž vydal několik sólových nahrávek. Zemřel v roce 2015 ve věku 78 let.